# 24시간제
| 24시간제로 현재 시각 (UTC) () | 24시간제로 현재 시각 (UTC) () |
| ----------------------------- | ----------------------------- |
| 08:16:02                      |                               |
|                               |                               |
| 24시간제                      | 12시간제                      |
| 00:00                         | 오전 12:00 (자정)             |
| 01:00                         | 오전 1:00                     |
| 02:00                         | 오전 2:00                     |
| 03:00                         | 오전 3:00                     |
| 04:00                         | 오전 4:00                     |
| 05:00                         | 오전 5:00                     |
| 06:00                         | 오전 6:00                     |
| 07:00                         | 오전 7:00                     |
| 08:00                         | 오전 8:00                     |
| 09:00                         | 오전 9:00                     |
| 10:00                         | 오전 10:00                    |
| 11:00                         | 오전 11:00                    |
| 12:00                         | 오후 12:00 (정오)             |
| 13:00                         | 오후 1:00                     |
| 14:00                         | 오후 2:00                     |
| 15:00                         | 오후 3:00                     |
| 16:00                         | 오후 4:00                     |
| 17:00                         | 오후 5:00                     |
| 18:00                         | 오후 6:00                     |
| 19:00                         | 오후 7:00                     |
| 20:00                         | 오후 8:00                     |
| 21:00                         | 오후 9:00                     |
| 22:00                         | 오후 10:00                    |
| 23:00                         | 오후 11:00                    |

24시간제(二十四時間制, 영어: 24-hour clock)는 하루를 24개의 시간으로 나눈 것이다. 하루의 시작이 0시이고 끝이 24시이다. 12시간제와는 다르게 하루 동안 같은 시간이 한 번씩만 있다. ISO 8601에서 사용되는 표준이기도 하다.

## 자정
자정(子正)은 0시로 표기하고, 24시로 표기하기도 한다. 예를 들어 4월 25일과 4월 26일 사이의 자정의 경우 4월 26일 0시 또는 4월 25일 24시로 표기한다.

## 같이 보기
- 12시간제
- ISO 8601